# História da propaganda

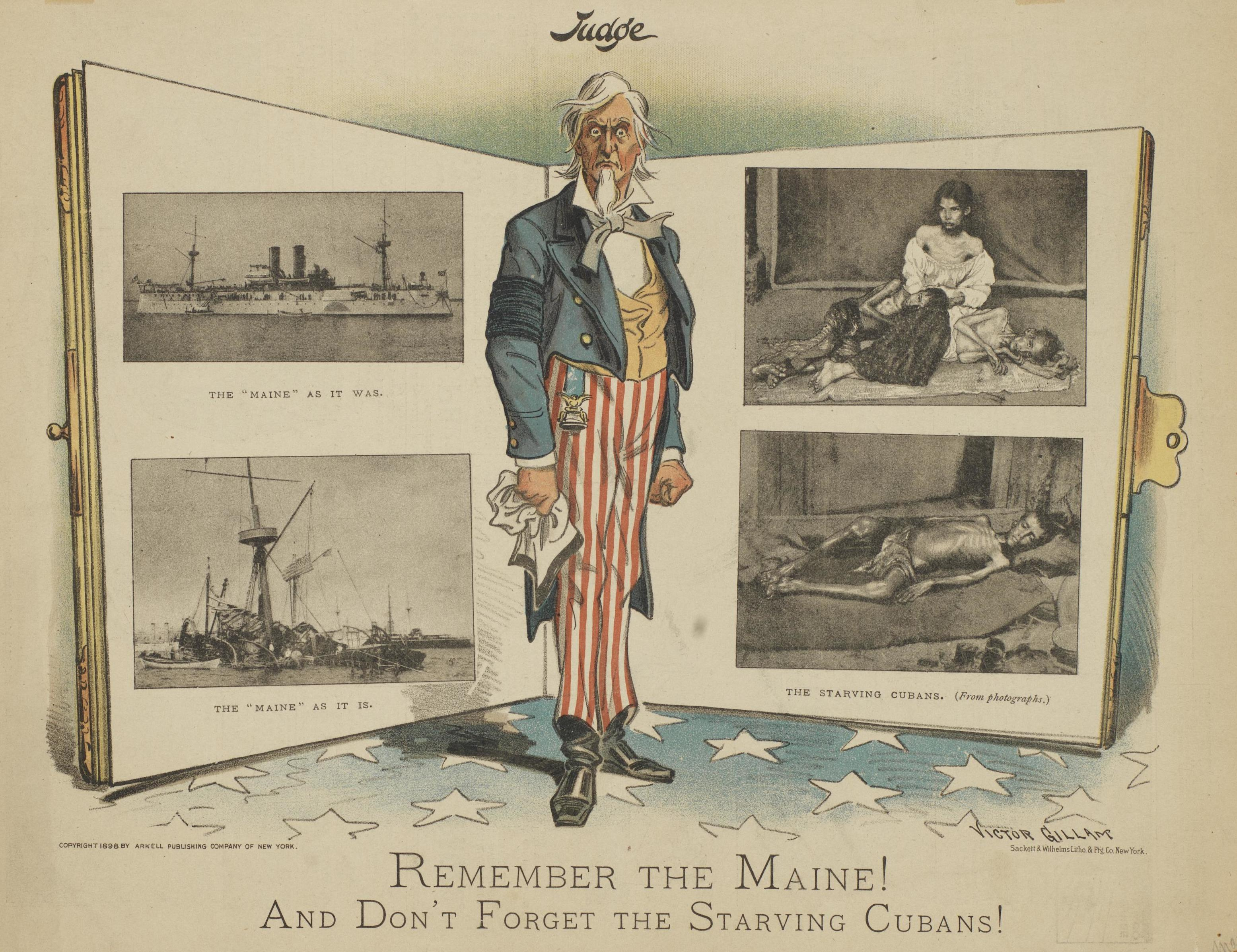
Caricatura americana, publicada em 1898: "Lembre-se do Maine! E não esqueça os cubanos famintos!" Usado para encorajar o apoio à intervenção americana na Guerra de Independência Cubana

Propaganda é a informação que não é imparcial e usada principalmente para influenciar uma audiência e promover uma agenda, muitas vezes apresentando fatos seletivamente (talvez mentindo por omissão) para encorajar uma síntese particular, ou usando mensagens carregadas para produzir uma resposta emocional em vez de racional à informação apresentada. O termo propaganda adquiriu uma conotação fortemente negativa por associação com seus exemplos mais manipuladores e jingoístas.

## Precedentes pré-modernos

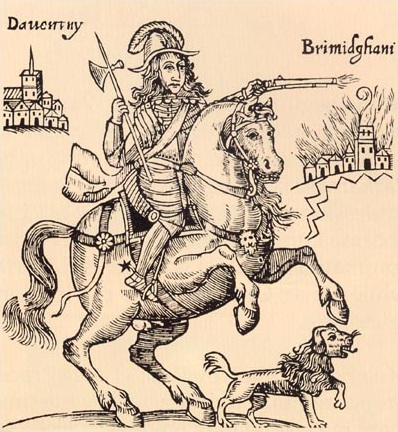
Desenho animado da Guerra Civil Inglesa intitulado "As Práticas Cruéis do Príncipe Ruperto" (1643)

Formas primitivas de propaganda têm sido uma atividade humana desde que existem evidências registradas confiáveis. A inscrição de Beistum (c. 515 a.C.) detalhando a ascensão de Dario I ao trono persa é vista pela maioria dos historiadores como um dos primeiros exemplos de propaganda. O Artaxastra escrito por Cautília (c. 350 – 283 a.C.), professor de ciência política na Universidade da antiga Taxila e primeiro-ministro do Império Máuria na Índia antiga, discute a propaganda em detalhes, como como espalhar propaganda e como para aplicá-lo na guerra. Seu aluno Chandragupta Máuria (c. 340 – 293 a.C.), fundador do Império Máuria, empregou esses métodos durante sua ascensão ao poder. O criador mais conhecido da historiografia romana foi Quinto Fábio Pictor (século III a.C.). Seu estilo de escrever a história defendendo as ações do Estado romano e usando fortemente a propaganda acabou se tornando uma característica definidora da historiografia romana. Outro exemplo de propaganda inicial é a obra A Guerra dos Irlandeses com os Estrangeiros, do século XII, escrita pelos dalcassianos para se retratar como governantes legítimos da Irlanda.

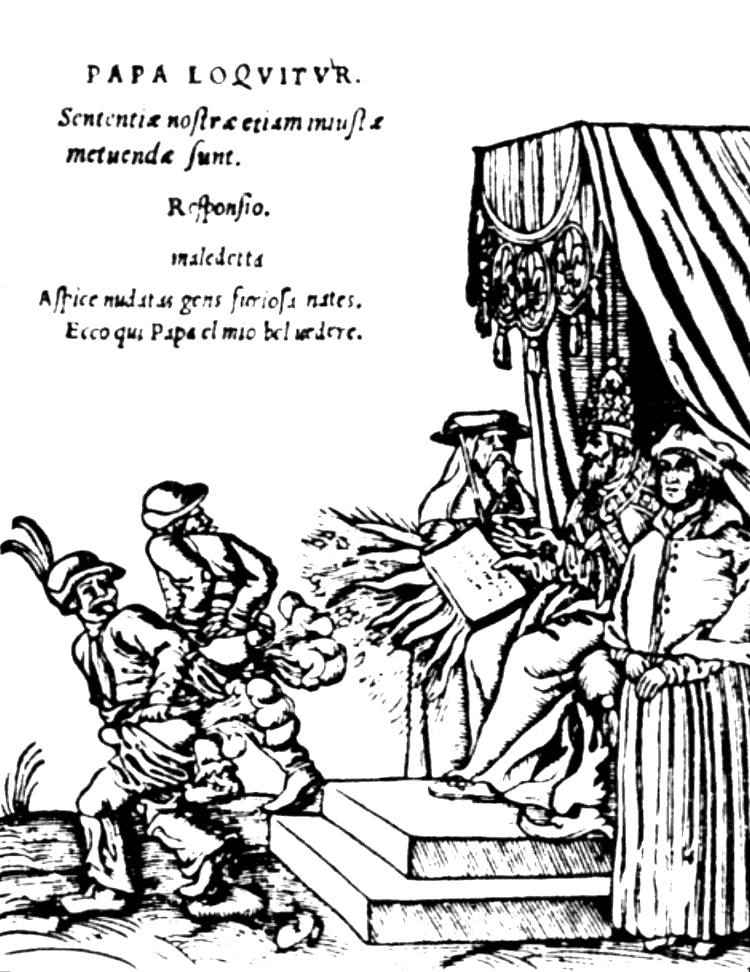
O Papa como Anticristo, de uma série de xilogravuras alemãs (1545) geralmente referidas como Papstspotbilder ou Papstspottbilder em alemão ou Representações do Papado, por Lucas Cranach, encomendado por Martinho Lutero. Os camponeses alemães respondem a uma bula papal do Papa Paulo III. A legenda diz: "Nicht Bapst: nicht schreck uns mit deim ban, Und sey nicht so zorniger man. Wir thun sonst ein gegen wehre, Und zeigen dirs Bel vedere." ("Não nos assuste, Papa, com sua proibição, e não, não seja um homem tão furioso. Caso contrário, vamos nos virar e mostrar nossas costas.") Título: Beijando os Pés do Papa.

A propaganda durante a Reforma, ajudada pela disseminação da imprensa por toda a Europa e, em particular, na Alemanha, fez com que novas ideias, pensamentos e doutrinas fossem disponibilizados ao público de maneiras nunca vistas antes do século XVI. A imprensa foi inventada por volta de 1450 e rapidamente se espalhou para outras grandes cidades da Europa; na época em que a Reforma estava em andamento, em 1517, havia centros de impressão em mais de duzentas das principais cidades europeias. Esses centros tornaram-se os principais produtores tanto das obras da Reforma dos reformadores protestantes quanto das obras antirreforma apresentadas pelos católicos romanos.
Durante o período colonial dos Estados Unidos, escritores religiosos e empresas comerciais circularam folhetos brilhantes pedindo colonização nas Américas, mas muitas vezes deixaram de fora os riscos e perigos. Durante a era da Revolução Americana, as colônias americanas tinham uma florescente rede de jornais e gráficas especializadas no assunto em nome dos patriotas (e em menor grau em nome dos legalistas). A publicação única mais famosa foi Common Sense, um panfleto de 1776 de Tom Paine que desempenhou um papel importante na articulação da demanda por independência. Ocasionalmente, a desinformação direta foi usada, como quando Benjamin Franklin circulou histórias falsas de atrocidades cometidas pelos índios seneca em aliança com os britânicos. Mais tarde, O Federalista foi escrito sob pseudônimo por três autores da Constituição para influenciar o apoio público à ratificação.
Na Revolução Francesa e nas Guerras Napoleônicas, ambos os lados fizeram uso pesado dela durante campanhas militares com alfabetização midiática. Por exemplo, os girondinos distribuíram panfletos entre as tropas inimigas oferecendo-lhes recompensas pela deserção.

## Século XIX
A propaganda, como geralmente entendida, é um fenômeno moderno que surgiu da criação de sociedades letradas e politicamente ativas informadas por uma mídia de massa, onde os governos viam cada vez mais a necessidade de influenciar a opinião pública em favor de suas políticas. As eras revolucionárias francesas e napoleônicas produziram algumas das primeiras propagandas do Período Moderno. Um exemplo notável foi talvez durante a Rebelião Indiana de 1857, onde os sipaios indianos se rebelaram contra o domínio da Companhia Britânica das Índias Orientais na Índia. Incidentes de estupro cometidos por rebeldes indianos contra mulheres ou meninas inglesas foram exagerados com grande efeito pela mídia britânica para justificar a continuação do colonialismo britânico no subcontinente indiano. Na época, os jornais britânicos publicaram vários relatos sobre mulheres e meninas inglesas sendo estupradas pelos rebeldes indianos. Mais tarde, descobriu-se que alguns desses relatos eram histórias falsas criadas para perpetuar os estereótipos comuns do povo nativo da Índia como selvagens que precisam ser civilizados pelos colonialistas britânicos, uma missão às vezes conhecida como "O Fardo do Homem Branco". Um desses relatos publicado pelo The Times, sobre um incidente em que 48 meninas inglesas de dez a quatorze anos foram supostamente estupradas pelos rebeldes indianos em Deli, foi criticado como uma história de propaganda falsa por Karl Marx, que apontou que a história foi relatada por um clérigo em Bangalor, longe dos eventos da rebelião.
Nos Estados Unidos antes da Guerra Civil, tanto os defensores da escravidão quanto os abolicionistas divulgaram suas ideias por meio da literatura e do lobby. Os primeiros periódicos antiescravidão incluíam o Anti-Slavery Reporter and Freedom's Journal (1827–29), o último atacando os programas de colonização de "retorno à África" favorecidos por muitos políticos proeminentes. Ativistas como William Lloyd Garrison e Theodore Dwight Weld foram muito eficazes nos escritos das sociedades antiescravistas para conquistar a opinião pública. Do lado pró-escravidão, o Manifesto de Ostende (18 de outubro de 1854) defendeu a aquisição de Cuba como um estado escravocrata, como forma de contornar o Compromisso do Missouri. Na esteira de Dred Scott v. Sandford (1857), vários livros foram escritos para reforçar a decisão. Por exemplo, Cannibals All!, or Slaves Without Masters, de George Fitzhugh, argumentou que a relação senhor-escravo era melhor do que a escravidão assalariada sob a exploração capitalista. Outro Slavery Ordained of God, de Frederick A. Ross, usou a vontade divina para justificar a escravidão e controversamente equiparou a escravidão ao tratamento das mulheres (ou seja, escravos e mulheres são crianças). Por último veio Macaria, de Augusta Jane Evans Wilson; ou Altars of Sacrifice (1864), popular no Norte e no Sul, defendeu persuasivamente a política confederada e previu consequências horríveis se os escravos fossem libertados.
No final do século XIX e início do século XX, as técnicas de propaganda tornaram-se mais refinadas e eficazes devido, por um lado, ao crescimento de novas tecnologias de comunicação (por exemplo, cabos submarinos, rádio sem fio, filmes silenciosos) e, por outro, o desenvolvimento de publicidade e relações públicas modernas. As Laws of Imitation (1890), de Gabriel de Tarde, e The Crowd: A Study of the Popular Mind (1897), de Gustave Le Bon, foram duas das primeiras codificações de técnicas de propaganda, que influenciaram muitos escritores posteriormente, incluindo Sigmund Freud. O Mein Kampf de Hitler é fortemente influenciado pelas teorias de Le Bon.

## Revolução Russa

### Propaganda branca
Os Protocolos dos Sábios de Sião, um texto fraudulento de conspiração antissemita, foi impresso pela primeira vez em um jornal das Centenas Negras pouco antes da Revolução Russa de 1905. Tornou-se amplamente divulgado como uma explicação para as revoltas. À medida que a Revolução de Outubro de 1917 se desenrolava, fazendo com que os russos afiliados ao movimento Branco fugissem para o Ocidente, os Protocolos foram levados com eles e assumiram um novo propósito. Até então, Os Protocolos permaneceram obscuros; tornou-se agora um instrumento para culpar os judeus pela Revolução Russa. Foi uma arma diretamente política, usada contra os bolcheviques que foram descritos como esmagadoramente judeus, supostamente executando o "plano" judaico-bolchevique incorporado nos Protocolos. O objetivo era desacreditar o comunismo, impedir o Ocidente de reconhecer a União Soviética e provocar a queda do regime de Vladimir Lenin.

### Propaganda vermelha
Os revolucionários russos dos séculos XIX e XX distinguiram dois aspectos diferentes abrangidos pelo termo propaganda. Sua terminologia incluía dois termos: agitação (em russo:  агитация) e propaganda (em russo:  пропаганда), cuja aglutinação é agitprop (que não é, no entanto, limitado à União Soviética, como era considerado, antes da Revolução de Outubro, para ser uma das atividades fundamentais de qualquer ativista marxista; essa importância do agitprop na teoria marxista também pode ser observada hoje em círculos, que insistem na importância da distribuição de folhetos).
A propaganda soviética significava a disseminação de ideias revolucionárias, ensinamentos do marxismo e conhecimento teórico e prático da economia marxista, enquanto a agitação significava formar uma opinião pública favorável e agitar a agitação política. Essas atividades não carregavam conotações negativas e eram incentivadas. Expandindo as dimensões da propaganda estatal, os bolcheviques usaram ativamente meios de transporte como trens, aviões e outros meios.
O regime de Josef Stalin construiu o maior avião de asa fixa da década de 1930, o Tupolev ANT-20, exclusivamente para esse fim. Batizado com o nome do famoso escritor soviético Máximo Gorki que havia retornado recentemente da Itália Fascista, foi equipado com um poderoso aparelho de rádio chamado "Voz do céu", máquinas de impressão e lançamento de folhetos, estações de rádio, laboratório fotográfico, projetor de filmes com som para exibição de filmes em voo, biblioteca, etc. A aeronave pode ser desmontada e transportada por ferrovia, se necessário. A aeronave gigante estabeleceu vários recordes mundiais.

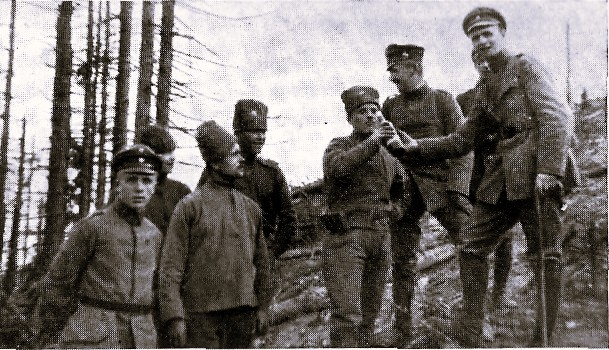
Conhecendo alemães na Terra de Ninguém (1917)
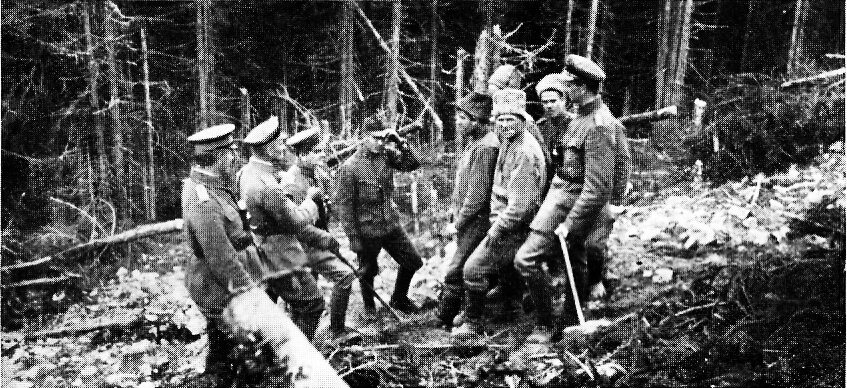
Encontro antes dos emaranhados de fios russos (1917)
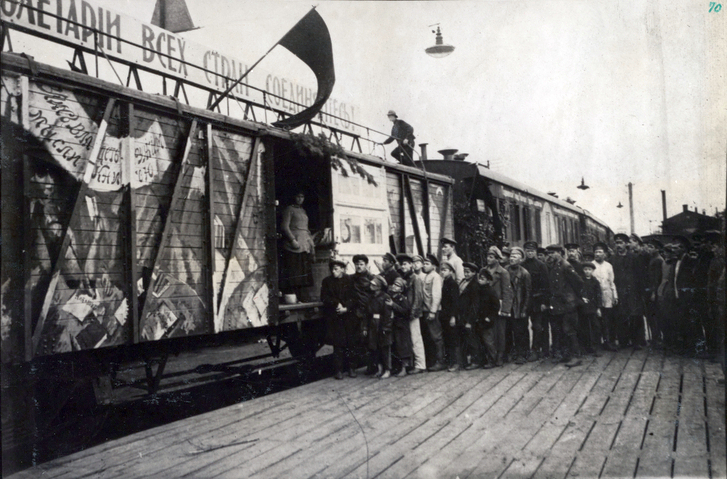
Trem de propaganda bolchevique, 1923
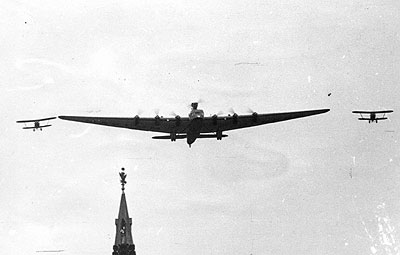
Avião de propaganda ANT-20 "Máximo Gorki" no céu de Moscovo

## Pós-guerra

"Permaneça no trabalho até que todos os japoneses assassinos sejam exterminados!" - Pôster da Segunda Guerra Mundial

Bernays, um sobrinho de Freud, que escreveu o livro Propaganda no início do século XX, mais tarde cunhou os termos "mente grupal" e "consentimento de engenharia", conceitos importantes no trabalho prático de propaganda. Ele escreveu:
A manipulação consciente e inteligente dos hábitos organizados e das opiniões das massas é um elemento importante na sociedade democrática. Aqueles que manipulam esse mecanismo invisível da sociedade constituem um governo invisível que é o verdadeiro poder governante de nosso país.

Somos governados, nossas mentes são moldadas, nossos gostos formados, nossas ideias sugeridas, em grande parte por homens de quem nunca ouvimos falar. Este é um resultado lógico da forma como a nossa sociedade democrática está organizada. Um grande número de seres humanos deve cooperar dessa maneira se quiserem viver juntos como uma sociedade que funcione sem problemas.

O documentário Century of the Self de Adam Curtis explora a influência dessas ideias nas relações públicas e na política ao longo do século passado.
Lippmann, em Public Opinion (1922), também trabalhou sobre o assunto, assim como o pioneiro publicitário americano e fundador da área de relações públicas Edward Bernays, sobrinho de Freud, que escreveu o livro Propaganda no início do século XX.
De acordo com Alex Carey, uma característica distintiva do século XX foi "a profissionalização e institucionalização da propaganda", uma vez que se tornou uma tática cada vez mais proeminente, sofisticada e autoconsciente tanto do governo quanto das empresas.

### Guerras mundiais
- Bergmeier, Horst JP, and Rainer E. Lotz. Hitler's airwaves: the inside story of Nazi radio broadcasting and propaganda (1997).
- Carruth, Joseph. "World War I Propaganda and Its Effects in Arkansas." Arkansas Historical Quarterly (1997): 385–398. in JSTOR
- Cornwall, Mark. "News, Rumour and the Control of Information in Austria‐Hungary, 1914–1918." History 77#249 (1992): 50–64.
- Creel, George. "Propaganda and Morale" American Journal of Sociology (1941) 47#3 pp. 340–351 in JSTOR, Analysis by the head of American propaganda in the First World War
- Doob, Leonard W. "Goebbels' principles of propaganda", Public Opinion Quarterly 14, no. 3 (1950): 419–442. in JSTOR
- Green, Leanne. "Advertising war: Picturing Belgium in First World War publicity", Media, War & Conflict 7.3 (2014): 309–325.
- Gullace, Nicoletta F. "Allied Propaganda and World War I: Interwar Legacies, Media Studies, and the Politics of War Guilt", History Compass 9, no. 9 (2011): 686–700.
- Haste, Cate. Keep the home fires burning: Propaganda in the First World War. Lane, Allen, 1977.
- Herf, Jeffrey. The Jewish Enemy: Nazi Propaganda during World War II and the Holocaust. Harvard University Press, 2009.
- Honey, Maureen. Creating Rosie the Riveter: class, gender, and propaganda during World War II. 1984.
- Horne, John, and Alan Kramer. "German 'Atrocities' and Franco-German Opinion, 1914: The Evidence of German Soldiers' Diaries," Journal of Modern History 66, no. 1 (1994): 1–33. in JSTOR
- Johnson, Niel M. George Sylvester Viereck, German-American Propagandist. Urbana, Ill.: University of Illinois Press, 1972. (about World War I)
- Kingsbury, Celia Malone. For Home and Country: World War I Propaganda on the Home Front. University of Nebraska Press, 2010. 308 pp. Describes propaganda directed toward the homes of the American homefront in everything from cookbooks and popular magazines to children's toys.
- Lasswell, Harold D. Propaganda Technique in World War I. 1927.
- Linebarger, Paul M. A. (1948). Psychological Warfare. Washington, D.C.: Infantry Journal Press. ISBN 978-0-405-04755-8
- Lutz, Ralph Haswell. "Studies of World War Propaganda, 1914-33", Journal of Modern History 5, no. 4 (1933): 496–516. in JSTOR
- Marquis, Alice Goldfarb. "Words as Weapons: Propaganda in Britain and Germany during the First World War", Journal of Contemporary History 13, no. 3 (1978): 467–498. online; also in JSTOR
- Monger, David. Patriotism and Propaganda in First World War Britain: The National War Aims Committee and Civilian Morale (2013) online edition
- Morris, Kate. British Techniques of Public Relations and Propaganda for Mobilizing East and Central Africa During World War II. Edwin Mellen Press, 2000.
- Paddock, Troy. A Call to Arms: Propaganda, Public Opinion, and Newspapers in the Great War (2004)
- Paddock, Troy. World War I and propaganda (Brill, 2014).
- Peterson, Horace Cornelius. Propaganda for war: The campaign against American neutrality, 1914–1917. University of Oklahoma Press, 1939. On the operations of private organizations
- Rhodes, Anthony. Propaganda: the art of persuasion, World War II. 1987.
- Sanders, Michael, and Philip M. Taylor, eds. British Propaganda during the First World War, 1914–1918 (1983)
- Shirer, William L. (1942). Berlin Diary: The Journal of a Foreign Correspondent, 1934–1941. New York: Albert A. Knopf, A primary source
- Squires, James Duane. British Propaganda at Home and in the United States from 1914 to 1917 (Harvard University Press, 1935)
- Thompson, J. Lee. Politicians, the Press, & Propaganda: Lord Northcliffe & the Great War, 1914–1919 (Kent State University Press, 1999), On Britain
- Welch, David. Germany, Propaganda and Total War, 1914–1918 (2000).

### Propaganda visual
- Aulich, James. War Posters: Weapons of Mass Communication (2011)
- Bird, William L. and Harry R. Rubenstein. Design for Victory: World War II Poster on the American Home Front (1998)
- Darman, Peter. Posters of World War II: Allied and Axis Propaganda 1939 – 1945 (2011)
- Moore, Colin. Propaganda Prints: A History of Art in the Service of Social and Political Change (2011) excerpt and text search
- Slocombe, Richard.  British Posters of the Second World War (2014)

### Informação geral
- Propaganda Filmmaker: Make Your Own Propaganda Film
- PropagandaCritic Video Gallery